# Batalla de Magenta
La batalla de Magenta és una batalla de la Segona guerra de la independència italiana que va tenir lloc el 4 de juny del 1859 prop de la ciutat de Magenta, entre l'Imperi Austríac i el Regne de Sardenya-Piemont amb el seu aliat el Segon Imperi Francès sota Napoleó III.

## Antecedents
El 29 d'abril del 1859, l'exèrcit austríac, comandat pel general Ferencz Gyulai, va travessar el riu Ticino i va envair el territori piemontès. El dia 30 va ocupar Novara, Mortara i, més al nord, Gozzano; el 2 de maig, Vercelli, i el 7, Biella. L'exèrcit piemontès, acampat al sud, entre Alessandria, Valenza i Casale, no va intervenir per defensar el seu territori, i els austríacs van arribar a 50 quilòmetres de Torí. En aquest moment, però, Gyulai va decidir retirar-se a la Llombardia, que els austríacs havien dominat des de la victòria a la batalla de Custoza (1848): si aconseguien contrarestar les forces piemonteses salvarien els seus dominis a Itàlia, i en canvi intentar envair Torí hauria pogut significar una derrota.
El 14 de maig de 1859, Napoleó III, que havia marxat el 10 de maig de París i desembarcat el dia 12 a Gènova, va prendre el camp d'Alexandria i va assumir la direcció de l'exèrcit franco-piemontès. Amb el gruix de l'exèrcit localitzat entre el riu Ticino i el Po, el 20 de maig de 1859 Gyulai va comandar un gran reconeixement de camp al sud de Pavia que va ser frenat a la batalla de Montebello (20-21 de maig) en la qual hi van participar el general francès Élie-Frédéric Forey i la cavalleria sarda del coronel Morelli di Popolo. El 30 i 31 de maig els piamontesos de Cialdini i de Durando van aconseguir una brillant victòria a la batalla de Palestro.
Paral·lelament els francesos van creuar el Ticino el 2 de juny i van assegurar el passatge combatent amb els austríacs a la batalla de Turbigo.

## Batalla
Ferencz Gyulai havia concentrat les pròpies forces a prop de Magenta, que va ser assaltada el 4 de juny pels franco-piamontesos. L'exèrcit de Napoleó III va travessar el riu Ticino i va desembarcar i desbordar el flanc dret austríac, amb la qual cosa va obligar l'exèrcit de Gyulai a retirar-se. La batalla de Magenta no va ser especialment gran, ja que no hi van participar ni la cavalleria ni l'artilleria, però va ser una victòria decisiva per decantar la guerra cap al bàndol sardo-francès, que van patir 5.600 baixes i els austríacs 10.200.

## Conseqüències
El 5 de juny, l'exèrcit derrotat va abandonar Milà, on va entrar el 7 de juny Patrice de Mac-Mahon, artífex de la victòria a Magenta, per preparar l'endemà l'entrada triomfal de Napoleó III i Víctor Manuel II aclamats pel poble.
Napoleó III, tement l'entrada en el conflicte de més estats així com la reacció de Prússia, que va mobilitzar 400.000 homes a la frontera del Rin, va signar, sense comptar amb els piemontesos, un acord de pau. Víctor Manuel II no podia continuar la guerra sense l'ajuda francesa i va haver d'acceptar l'acord franco-austríac. La pau es va signar a Zúric entre el 10 i l'11 de novembre de 1859. Els Habsburg van cedir la Llombardia a França, la qual la va cedir a la casa de Savoia. Àustria conservà el Vèneto, el Trentino, el Tirol del Sud, el Friül - Venècia Júlia i les fortaleses de Mantova i Peschiera. Tots els estats italians, fins i tot el Vèneto, que era austríac, hagueren d'unir-se a una confederació italiana, presidida pel Papa.
En honor de la victòria dels aliats francopiemontesos sobre l'exèrcit austríac a la batalla de Magenta, Verguin va donar el nom de la ciutat de Magenta al color nou que va obtenir per primera vegada en oxidar anilina amb clorur d'estany (IV) al seu laboratori a Saint-Maurice-l'Exil.